# Parcul Pitești din Slatina
Parcul Pitești din Slatina este cea mai veche grădină publică din Slatina. Este așezată în apropierea centrului orașului, având o suprafață de circa 1,68 hectare. În partea sud-estică a grădinii se află Spitalul Județean de Urgență din Slatina, iar în partea de sud se află hotelul Parc. Accesul în parc se face prin intermediul a patru intrări: două dinspre strada Pitești, una dinspre Biserica „Sfinții Împărați”(din vecinătatea Hotelului „Parc”), și o alta dinspre parcarea supra-etajată de lângă Spitalul Județean Olt.
Intrarea principală în Parcul Pitești se află pe strada Pitești, la numărul 42.
Parcul Pitești găzduiește, chiar la intrarea sa principală, Obeliscul „Slatina 600”, monument istoric. Obeliscul a fost dezvelit în anul 1968, la aniversarea a 600 de ani de atestare documentară a municipiului Slatina. Obeliscul a fost realizat de sculptorul Ion Irimescu, care, la începuturile sale, a fost profesor de desen la gimnaziul „Radu Greceanu”, în prezent Colegiul Național „Radu Greceanu” din Slatina.

## Istorie
Parcul s-a deschis sub formă de grădină publică la sfârșitul secolului XIX.

## Renovări
Parcul fost complet reabilitat în luna mai a anului 2008, printr-un proiect de 3,2 milioane de lei. Cu această ocazie, aleile și treptele scărilor de acces au fost refăcute și placate cu granit, iar intrarea centrală a fost pavată cu marmură. De asemenea, cu acest prilej s-au înlocuit 60 de bănci și s-au instalat 40 de lămpi  de iluminare și a fost consolidat zidului de sprijin a versanților. Pentru reînnoirea masei vegetale a fost însămânțat un strat de gazon și unul de turbă și s-au plantat peste 50 de platani. S-a instalat un sistem de irigații care acoperă întreaga suprafață ocupată de spațiu verde.